# Echoes of the End
Echoes of the End ist ein Third-Person-Action-Adventure des isländischen Entwicklerstudios Myrkur Games. Das Fantasy-Spiel wurde am 12. August 2025 unter dem Plaion-Label Deep Silver für Windows, Xbox Series X/S und PlayStation 5 veröffentlicht.

## Handlung
Echoes of the End spielt in der Fantasy-Welt Aema. Die isländisch angehauchte Landschaft wird von magischen Kristallen geschützt. Einer dieser Kristalle wird von der Magierin einer feindlichen Armee zerstört. Diese Gruppe entführt auch den Bruder der Protagonistin Ryn, die ebenfalls magiebegabt ist. Die junge Kriegerin Ryn nimmt, begleitet von dem Gelehrten Abram, die Verfolgung auf.

## Spielprinzip
Zentrales Spielelement sind Umgebungsrätsel und Kämpfe. Abgesehen von kleineren Abzweigungen und Truhen, die entdeckt werden können, sind die Level relativ linear aufgebaut. In den actionreichen Kämpfen gegen Monster und menschliche Gegner stehen Nahkampf und Magie zur Verfügung. Der Spieler wird dabei vom Begleiter Abram unterstützt. Sowohl für diesen, als auch für Hauptcharakterin Ryn gibt es Fähigkeitsbäume, die im Laufe des Spiels ausgebaut werden können. Das Spiel ist in 10 Kapitel aufgeteilt und enthält 20 unterschiedliche Gegnerarten, sowie Bossgegner. Der Entwickler gibt die Spielzeit mit 14 bis 15 Stunden an.

## Entwicklung
Das erste Spiel des in Reykjavík ansässigen Indie-Entwicklers Myrkur Games verwendet die Unreal Engine 5. Das Spiel soll sich bereits 2017 in Entwicklung befunden haben. Island war das zentrale Vorbild für die Gestaltung der Spielumgebung. Die Insel sei Teil der visuellen Identität des Spiels, so wie es bei Neuseeland und den Herr-der-Ringe-Filmen der Fall sei. Erstmals bekannt gegeben wurde die Entwicklung von Echoes of the End im Juni 2021 durch Publisher Koch Media. Eine große Ankündigung durch Deep Silver gab es auf der Future Games Show im Juni 2025. Erst einen Monat vor Veröffentlichung wurde schließlich mit dem 12. August 2025 das finale Releasedatum bekannt gegeben. Das Spiel erschien für PC, PlayStation 5 und Xbox Series X/S. Zum Erscheinen der Nintendo Switch 2 im Juni 2025 äußerte sich Game Director Halldór Snær Kristjánsson, dass diese sehr vielversprechend sei, wollte aber keine konkrete Auskunft über mögliche zukünftige Veröffentlichungen des Spiels auf weiteren Plattformen geben.

## Rezeption
Echoes of the End erhielt laut dem Wertungsaggregator Metacritic durchschnittliche beziehungsweise gemischte Kritiken. Das deutschsprachige PC-Spielemagazin GameStar verglich das Spiel mit den neueren God-of-War-Teilen, Uncharted und Forspoken. Gelobt wurde die Spielwelt, die allerdings nicht offen sei, kritisiert wurden die fehlende Präzision des Kampfsystems und der Mangel an Nebenaufgaben.

„Ambitioniertes Erstlingswerk mit toller Welt und fehlendem Feinschliff.“

PC Games bezeichnet Echoes of the End als Indie-Spiel und lobt die Grafik. Das Debüt des Entwicklerstudios sei solide, aber es gebe noch deutlich Luft nach oben.